# Adonisea gracilenta
Adonisea gracilenta är en fjärilsart som beskrevs av Jacob Hübner 1827. Adonisea gracilenta ingår i släktet Adonisea och familjen nattflyn. Inga underarter finns listade i Catalogue of Life.